# Circuit de Pedralbes
El Circuit de Pedralbes era un circuit urbà automobilístic de 6,316 km que recorria els carrers del barri de Pedralbes, a Barcelona.
L'any 1946 es va competir per primera vegada en aquest circuit situat al que aleshores eren els afores de Barcelona, amb un traçat que passava per carrers amples amb uns revolts tancats i del qual n'estaven molt satisfets tant els pilots com el públic. S'hi van disputar dos grans premis de Fórmula 1 a inicis dels anys 1950, tots dos organitzats per la Penya Rhin, fins que el desastre de Le Mans de 1955 va fer que augmentessin les mesures de seguretat per al públic a tots els circuits, provocant que finalment s'hi deixessin de fer grans premis automobilístics.
El recorregut passava per l'Avinguda Diagonal, Numància, Passeig Manuel Girona, l'Avinguda de Pedralbes i l'Avinguda d'Esplugues.

## Grans premis de Fórmula 1
| Any  | Data         | Pilot guanyador    | Escuderia  | Detalls |
| ---- | ------------ | ------------------ | ---------- | ------- |
| 1954 | 24 d'octubre | Mike Hawthorn      | Ferrari    | Detalls |
| 1951 | 28 d'octubre | Juan Manuel Fangio | Alfa Romeo | Detalls |